# Elaptus dimidiatus
Elaptus dimidiatus är en skalbaggsart som först beskrevs av White 1853.  Elaptus dimidiatus ingår i släktet Elaptus och familjen långhorningar. Inga underarter finns listade i Catalogue of Life.